# با من دوست میشی؟
با من دوست میشی؟ یا ممکنه دوستم بشی؟ (به هندی: Mujhse Dosti Karoge!) به خط دیواناگری (मुझसे दोस्ती करोगे) که در ایران به نام آهنگ قلب من شناخته شده‌است، فیلمی متعلق به کشور هند به کارگردانی کانول کولهی، محصول ۹ اوت ۲۰۰۲ می‌باشد.

## خلاصه
این فیلم به شرح لزوم فداکاری و از خودگذشتگی در مقابل عشق و فدا کردن خود برای دوستان می‌پردازد.

## داستان
خانوادهٔ راج قصد مهاجرت به انگلستان را دارند ٫ راج که کودکی دبستانی است با تینا دختری که از همان زمان به او علاقه‌مند است قرار می‌گذارد که از انگلستان برایش ایمیل بفرستد اما چون تینا در خانه کامپیوتر نداشت، دوست مشترکشان پوجا پیشنهاد می‌دهد که تینا از کامپیوتر او استفاده کند. چند روز بعد اولین ایمیل را پوجا از لندن دریافت می‌کند اما تینا بی علاقگی اش را به جواب دادن به راج را ابراز می‌کند، بنابراین پوجا به جای او جواب نامه می‌دهد اما در لحظهٔ آخر اسم خودش را از نامه پاک می‌کند و اسم تینا را می‌نویسد، راج مرتباً با خیال اینکه این تیناست که به او جواب می‌دهد ایمیل‌های مختلفی برای پوجا می‌فرستاد، تا اینکه چندین سال می‌گذرد و علاقهٔ شدیدی بین راج و پوجایی که خودش را جای تینا جا زده بود شکل می‌گیرد.
حال پس از چندین سال خانوادهٔ راج قرار است مدتی به هند برگردند، راج به پوجا می‌گوید به خاطر شدت عشقی که بینشان است به راحتی وقتی او را ببیند می‌شناسد و صورتش را تشخیص می‌دهد. پوجا قضیهٔ نامه‌ها را به تینا می‌گوید و از او می‌خواهد چند روز نقش نویسندهٔ نامه‌ها را بازی کند که راج متوجه موضوع نشود، از طرفی به خاطر حرف راج امید دارد که او با دیدنش بفهمد که خودش این همه سال آن نامه هارا نوشته و در واقع عشق واقعی همه چیز را سر و سامان دهد. بالاخره روز موعود فرا می‌رسد و قطاری که خانواده راج در آنند از راه می‌رسد، راج جوان با بازی هرتیک روشن، تینا (کارینا کاپور) را که قد بلند و ظاهر بسیار زیبایی داشت در کنار پوجا (رانی موکرجی) می‌بیند و به طرفش می‌رود، از طرفی تینا که فکر نمی‌کرد راج حالا چنین جوان شایسته‌ای شده باشد کمی از او خوشش می‌آید، پوجا لحظه‌ای ناراحت می‌شود که راج خلاف قولی که داده بود او را نشناخت اما چیزی به روی خودش نمی‌آورد. طی مدتی که راج با آن‌ها مراوده داشت حس می‌کرد رفتار و اخلاق تینا با آن چیزی که در ایمیل‌هایش بود متفاوت است و برنامه‌های زندگی اش با آن چیزی که از پشت چت تعریف می‌کرد فرق می‌کند، به جایش پوجا خیلی خوب او را درک می‌کند، راج که از همان بچگی پوجا را به عنوان یک دوست خوب می‌دید با او صمیمی می‌شود، از طرف دیگر پدر راج متوجه توجه او به تینا می‌شود و او را از پدرش خواستگاری می‌کند، پوجا هم در اوج ناراحتی حرفی از علاقه اش به راج نمی‌زند. مدتی بعد موعد مسافرت آن‌ها تمام می‌شود و راج برای خداحافظی به اتاق پوجا می‌رود و دست دوستی با او می‌دهد٬پوجا نیز به او می‌گوید:(هروقت به من فکر کنی و چشماتو ببندی من پیشت ظاهر میشم). راج به لندن بازمی‌گردد و چنان از رفتار و خصوصیات پوجا برای دوستش تعریف می‌کند که دوستش می‌گوید :(من فکر می‌کردم تا حالا داشتی از عشقت تینا حرف می‌زدی!) ٬چند ماه بعد هم پوجا که در دانشگاه هنر لندن قبول شده بود به آنجا می‌رود و راج با دیدنش خوشحال می‌شود و می‌گوید همین الان در حال فکر کردن به او بوده‌است. آن‌ها تمام شهر را باهم می‌گردند و در آخر به کلیسایی می‌روند که راج از بچگی به تینا (در حقیقت پوجا) گفته بود که در آنجا عبادت می‌کند. ناگهان راج تمام رفتارهای پوجا را به یاد میاورد٬مانند صلیبی که در اتاقش داشت، اینکه گفته بود می‌خواهد هنر بخواند، یا به رمان خاصی علاقه داشت و… او از پوجا می‌پرسد که آیا تمام این سال‌ها او بود که به جای تینا آن ایمیل هارا می‌فرستاده‌است؟ و بالاخره این راز سر به مهر فاش می‌شود، اما پوجا می‌گوید که تو خلاف حرفی که زده بودی محو زیبایی تینا شدی و مرا نشناختی و حالا تینا واقعاً به تو علاقه‌مند شده و به صلاح کسی نیست که این موضوع را به بقیه بگوییم ولی راج می‌گوید تمام این مدت این عشق متعلق به تو بوده و او را راضی می‌کند که به هند برگردند و حقیقت را بگویند و راج به پوجا النگوهایی را که می‌خواست به همسر آینده اش بدهد را می‌دهد، اما همه چیز طبق میل آن‌ها پیش نمی‌رود، به محض ورود می‌بینند که پدر تینا مرده‌است و پدر راج هم به او قول داده بود که حتماً تینا عروسش می‌شود. شرایط بد تینا حال که نه پدر و مادری داشت نه خانواده‌ای پوجا و راج را از گفتن حقیقت منصرف می‌کند، به مرور زمان تینا هم کاملاً عاشق راج می‌شود اما راج که فکرش پیش پوجاست نمی‌تواند تینا را به عنوان عشق بپذیرد.
چند ماه می‌گذرد و همه در لندن برای برگزاری جشن ازدواج جمع می‌شود ٬راج به پوجا می‌گوید حتی به قیمت شکستن دل تینا او عروسی را به هم می‌زند، از طرفی پوجا یک خواستگار واجد شرایط دیگر به نام روهان (اودای چوپرا) نیز دارد که در واقع دوست راج است، مادر پوجا از راج می‌خواهد پوجا را قانع کند که ازدواج با روهان را بپذیرد. راج پیش پوجا می‌رود و می‌گوید تنها به شرطی حاضر است عشقش را قربانی کند و با تینا ازدواج کند که پوجا هم عشقش را قربانی و روهان را بپذیرد وگرنه قضیه را به همه می‌گوید و به او می‌گوید که هیچوقت نمی‌تواند روهان را بپذیرد زیرا عاشق خود اوست. مراسم جشنی گرفته می‌شود و روهان به پوجا ابراز علاقه می‌کند و او نیز بخاطر دوستی اش با تینا پیشنهاد روهان را بدون رضایت قلبی، قبول می‌کند. راج که فکر نمی‌کرد پوجا حاضر به ازدواج با دوستش بشود به او می‌گوید که حالا هر دوی ما عشقمان را فدای دوست مشترکمان تینا کردیم تا او شاد باشد. روزی تینا از راج می‌پرسد که اگر روزی فقط می‌توانست عشقش را نجات دهد یا دوستش را٬کدام را انتخاب می‌کرد؟ و بعد می‌گوید :(اگه روزی چنین اتفاقی افتاد به خاطر دوستت عشقتو فدا کن) و راج با خودش فکر کرد که او الان هم همین کار را کرده‌است و بخاطر تینا از پوجا گذشته. در مدتی که روز جشن ازدواج نرسیده بود روهان متوجه می‌شود که دل پوجا یک جای دیگر گیر است و تینا نیز به حرف زدن‌های دونفری راج و پوجا شک می‌کند. بالاخره روز عروسی می‌رسد و تینا النگوها را در بین وسایل پوجا می‌بیند و برمی‌دارد، مادر راج به تینا می‌گوید راج به این النگوهای خیلی علاقه داشته و همیشه می‌گفته اگر عاشق کسی شدم این النگو هارا به او می‌دهم و پیش تو میاورم تا خودت عروست را بشناسی٬حالا هم که کار خودش را کرده و آن‌ها را به تو داده !. روهان هم می‌فهمد که پوجا و راج عاشق هم هستند و از او می‌پرسد که ما داریم چه کار می‌کنیم؟ و راج پاسخ می‌دهد:(ما داریم آرزوی کس دیگری را برآورده می‌کنیم). پوجا آماده می‌شود و داخل سالن جشن می‌شود و کنار راج که رو به روی مجسمه رادها و کیشن ایستاده٬قرار می‌گیرد. دست راج به پودر سرخ رنگ مخصوص ازدواج می‌خورد و ناخواسته روی پیشانی پوجا می‌ریزد، پوجا دست‌پاچه سعی می‌کند آن را پاک کند اما ناگهان تینا از راه می‌رسد و مانع او می‌شود و در میان جمع می‌گوید که می‌داند راج و پوجا به هم علاقه‌مندند و اینکه او هرگز تنها نیست و دو دوست خوب مثل آن‌ها دارد که حاضرند برایش چنین کاری کنند٬روهان هم موافقت خودش را اعلام می‌کند٬در آخر راج و پوجا با چرخیدن دور آتش با هم ازدواج می‌کنند و بالاخره به عشق حقیقی خود می‌رسند.

## بازیگران
- رانی موکرجی
- هرتیک روشن
- کارینا کاپور
- هیمانی شیوپوری
- کیران کومار
- اودای چوپرا
- پاریکشیت سهنی